# Huisorde van Hohenzollern

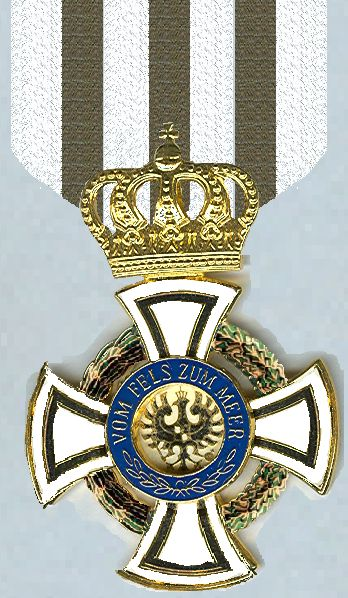
Ridderkruis van rond 1900. De kruizen van deze Orde hangen niet aan een oog maar zijn op het lint vastgenaaid. Particuliere verzameling, Groningen.

Frederik en Karel, de vorsten van Hohenzollern-Hechingen en Hohenzollern-Sigmaringen stelden op 1 januari 1842 een gezamenlijke huisorde in onder de naam Vorstelijk Hohenzollernse Huisorde (Duits: Fürstlich Hohenzollernscher Hausorden). De orde moest verdienste voor hun huis of hun, toen nog soevereine, staatjes belonen. Koning Frederik Willem I van Pruisen, hoofd van de derde, volgens de Almanach de Gotha "vermoedelijk jongere", regerende linie van de Hohenzollern, werd beschermheer, protector, van de Orde.
De vorsten uit het Huis Hohenzollern waren geboren dragers van het Erekruis der Ie Klasse en mochten dit kruis na hun 16e verjaardag dragen. Op 23 augustus 1851 werd de Orde, in gewijzigde vorm, in het systeem van de Pruisische Orden opgenomen. In 1852 kreeg de Orde nieuwe statuten.
Ridders in de Hoge Orde van de Zwarte Adelaar dragen hun Erekruis Ie Klasse onder de ster van deze Orde op de linkerborst. Pruisische en Hohenzollern prinsen die ook grootcommandeur van de Pruisische Huisorde van Hohenzollern zijn dragen òfwel het Erekruis der Ie Klasse of het afgebeelde kruis van de IIe Klasse met Kroon. Het lint was wit met drie zwarte strepen.
Voor de geschiedenis en de graden van de Vorstelijk Hohenzollernse Huisorde, zie:aldaar

## De Koninklijke Huisorde van Hohenzollern
Het staatsverdrag van 7 december 1849 stelde vast dat, mét het territorium, ook de Vorstelijk Hohenzollernse Huisorde Pruisisch zou worden, dat wil zeggen, "in de rij van de Koninklijk Pruisische Orden zou worden opgenomen". Op 16 januari 1851 werden zij door koning Wilhelm I in een Koninklijk Besluit ("Ordre") als zodanig erkend. Op 23 augustus volgden de herziene statuten.
Met instemming van hun Pruisische soeverein bleven de vorsten van Hohenzollern hun orde in de oude uitvoering uitreiken. Zij stelden in 1891 zelfs een nieuwe, in Pruisen niet overgenomen, graad in.
De Pruisische Orde was bestemd voor "hen die zich voor het behoud van de glans en de macht van het Koninklijk Huis verdienstelijk hadden gemaakt en een bijzondere toewijding aan Zijne Majesteit en het allerhoogste huis aan de dag hadden gelegd" of "door huidige en vruchtdragende verdienste, opofferingsgezindheid en manhaftig gedrag in het gevecht tegen buitenlandse en binnenlandse vijanden alsook door het werken voor de toekomst, het opmonteren en onderwijzen van de jeugd en komende geslachten diezelfde trouw en koenheid in het komende geslacht hadden bewerkt".

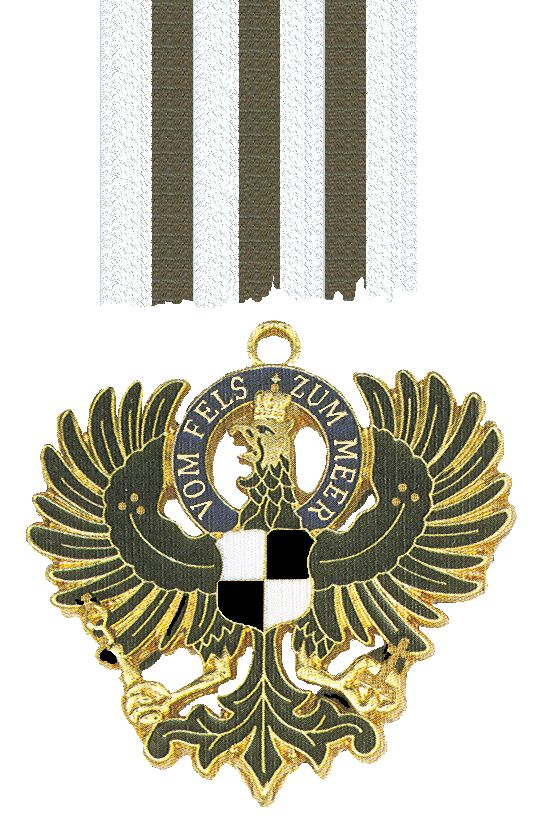
Adelaar van een Ridder in de Orde. Rond 1900. Particuliere verzameling, Groningen.

Deze passage laat onderscheidingen voor veel verschillende maatschappelijke en militaire verdiensten toe en er was dan ook behalve een kruis een "Adler der Inhaber", een adelaar voor de leden van de Orde, bestemd voor predikanten, leraren, kunstenaars en wetenschappers. In de loop van de 19e eeuw werd de adelaar, zo schrijft Gritzner, het exclusieve voorrecht van de kerk en het onderwijs.
Omdat de Orde ook voor "manhaftig gedrag in het gevecht tegen buitenlandse en binnenlandse vijanden" kon worden verleend werd zij een veelgebruikte, maar exclusieve, onderscheiding voor dapperheid aan het front. Voor wie al gedecoreerd was met het IJzeren Kruis was de Huisorde van Hohenzollern een opstapje naar de hoogste dapperheidsonderscheiding, het "Pour le Mérite". In de Eerste Wereldoorlog werden 8291 kruisen met zwaarden verleend.
De Duitse regering wilde onderofficieren, hoe dapper zij ook waren, niet in een ridderorde opnemen. Daarvoor was een Gouden Kruis voor Militaire Verdienste (Pruisen) voorzien.
De adelaars en de kruisen zijn gelijk in rang en de Orde is gelijk in rang aan de Pruisische Kroonorde en de Orde van de Rode Adelaar. De drie insignes konden dan ook naast elkaar worden gedragen.

## De graden van de Huisorde van Hohenzollern
- Grootcommandeur, (Duits: Großkomtur) drager van adelaar of kruis met ster

De grootcommandeurs droegen een zilveren achtpuntige ster en een keten met daaraan kruis of adelaar van de Orde.
- Grootcommandeur, drager van adelaar of kruis zonder ster

Deze grootcommandeurs droegen een keten met daaraan een kleinood, dat wil zeggen kruis of adelaar, van de Orde.
- Commandeur Ie Klasse met ster, drager van adelaar of kruis

De commandeurs der Ie Klasse droegen een zilveren zespuntige ster en een kleinood aan een lint om de hals.
- Commandeur IIe Klasse zonder ster, drager van adelaar of kruis

Deze commandeurs der Ie Klasse droegen een kleinood aan een lint om de hals.
- Ridder, drager van adelaar of kruis

De ridders droegen een gouden kleinood aan een lint op de linkerborst.
- Lid (Duits: Inhaber), drager van adelaar of kruis. De graad bestaat sinds 9 maart 1861.

De leden droegen een zilveren kleinood zonder emaille op de armen of vleugels aan een lint op de linkerborst.
De ster van de grootcommandeurs en commandeurs mocht, wanneer er sterren werden gedragen, nooit worden weggelaten en moest onder de ster van de Hoge Orde van de Zwarte Adelaar worden gedragen. Net als bij de Orde van de Rode Adelaar waren er tal van bijzondere versieringen die op de onderscheiding konden worden bevestigd. Zwaarden, zwaarden aan de ring, het getal "50" voor jubilarissen en het Johanniterkruis gaven blijk van bijzondere verdiensten.
Het lint was wit met drie zwarte strepen waarvan de middelste streep iets smaller was.
Het kruis is in grote trekken gelijk aan dat van de Vorstelijk Hohenzollernse Huisorde maar heeft als tekst op de ring rond het medaillon het motto "Vom Fels zum Meer") en is met een koningskroon bedekt. In het medaillon is de Pruisische adelaar met een borstschild afgebeeld.
De adelaar was een gouden of zilveren gekroonde heraldische Hohenzollern-adelaar met een band met het motto van de Orde om de kop.
De "Hohenzollernkette", het exclusieve kenteken van de Pruisische prinsen, was kort en bestond uit schakels met het wapen van de Hohenzollern, Neurenberg en de gouden staf van de erfkamerheer van het Heilige Roomse Rijk van de Duitse Natie.

## De Huisorde van Hohenzollern en de Vorstelijk Hohenzollernse Huisorde in de 20e en 21e eeuw
Willem II van Duitsland, keizer en koning in ballingschap op Kasteel Amerongen en in Doorn heeft de Huisorde van Hohenzollern nog uitgereikt aan zijn "hofhouding" en zijn gastheer op Amerongen, graaf Godard van Aldenburg-Bentinck. In 1936 verbood Adolf Hitler de Duitsers nog onderscheidingen van de vroegere vorsten aan te nemen. Vanaf die dag tot 1945 werd de Huisorde niet aan Duitsers toegekend.
Ook al regeerden de katholieke Hohenzollern sinds 1849 niet meer in hun oude vorstendom, de Orde werd door hen nog steeds in de Hohenzollernse uitvoering verleend. De Pruisische koningen deden hetzelfde met hùn Huisorde van Hohenzollern die een versie van deze Orde was. Zie voor de geschiedenis van deze Orde aldaar. De Engelse en Duitse Wikis behandelen de orden als één geheel maar de gedrukte bronnen doen dat niet.
Hohenzollern is eerst in Pruisen en later in Baden-Württemberg opgenomen en Pruisen is in 1947 opgeheven maar deze orde bestaat, als Dynastieke Orde of Huisorde van de katholieke Hohenzollern, nog steeds. Prins Friedrich Wilhelm, titulair vorst van Hohenzollern, is volgens nog steeds grootmeester van de Vorstelijk Hohenzollernse Huisorde. Ook zijn Pruisische neef is grootmeester van de Orde. Prins Georg Friedrich, prins van Pruisen, titulair Duits keizer en koning van Pruisen, vermeldt grootmeester van de Koninklijke Huisorde van Hohenzollern te zijn.